# إدغار دي فال
إدغار أليكسي روبرت فون وال (بالألمانية: Edgar Alexei Robert von Wahl) (23 أغسطس 1867-9 مارس 1948) هو مدرس وعالم رياضيات ولغوي ألماني من منطقة البلطيق. اشتهر بكونه مبتكر لغة إنترلينج (المعروفة باسم Occidental طوال حياته)، وهي لغة طبيعية مبنية على أساس اللغات الهندية الأوروبية، والتي تم نشرها في البداية في عام 1922.